# Lyanco
Lyanco Evangelista Silveira Neves Vojnović (em sérvio:  Лијанко Еванжелиста Силвеира Невеш Војновић) (Vitória, 1 de fevereiro de 1997) é um futebolista sérvio-brasileiro que atua como zagueiro. Atualmente, joga pelo Atlético Mineiro.

## Carreira

### Início
Nascido em Vitória, no Espírito Santo, Lyanco começou os primeiros passos com a bola na escolinha do pedra da cebola, que foi o início onde os jogadores capixabas da atualidade como Pedro Rocha começaram a jogar futebol depois, o mesmo atuou nas categorias de base do Botafogo, no qual atuou entre 2011 à 2014.

### São Paulo
No início do ano de 2015 recebeu propostas de outros clubes brasileiros, como Cruzeiro, Palmeiras e Fluminense e também uma proposta do Milan, que foi cancelada por não ter um passaporte europeu. No final acabou indo para o São Paulo. Sua estreia no profissional foi contra o Athletico Paranaense, numa derrota por 2–1. Na terceira partida como profissional jogou os 90 minutos num empate em 0–0 contra o Joinville.

### Torino

#### 2017–18
Em 23 de março de 2017, Lyanco foi negociado com o Torino. Os europeus pagaram 6 milhões de euros, mais 2 milhões por boas performances, pelo zagueiro são-paulino. O zagueiro demorou quatro jogos do Campeonato Italiano de Futebol temporada 2017–18 para poder estrear contra a Udinese Calcio no dia 20 de setembro de 2017.
Seu último jogo, na Liga, aconteceu no dia 23 de dezembro de 2017, quando, na 18ª rodada, o jogador participou de um empate contra o SPAL em 2-2. Nesse jogo, o brasileiro lesionou seu pé na etapa inicial do segundo tempo e teve de ser substituído. Ao final da temporada, o Torino garantiu a 9ª colocação no campeonato.
Jogando pela Coppa Italia de 2017–18, o brasileiro esteve em campo contra o Carpi na 4ª Eliminatória e contra a Roma pelas oitavas de final. O brasileiro ficou de fora do elenco na rodada seguinte por conta de sua lesão no pé e o Torino foi eliminado pela Juventus por 2-0. Sua temporada inicial foi abaixo do esperado, o jogador fizera apenas 6 jogos pela equipe de Turim e teve de recuperar-se da lesão sofrida em 2017 no Brasil, mais especificamente, no Departamento Médico do São Paulo, clube que o revelou.

#### 2018–19
Após recuperar-se da lesão sofrida na temporada anterior, Lyanco esteve em campo pela primeira vez na temporada em partida válida pela Coppa Italia de 2018–19 quando o seu time derrotou o Fußball Club Südtirol por 2-0. No jogo seguinte, no entanto, eles perderam para Fiorentina pelo mesmo placar e foram eliminados.
Pelo Campeonato Italiano de Futebol - Série A (2018–19), o zagueiro estreou na 19ª rodada, quando o time de Turim empatou com a Lazio em 1-1. No jogo seguinte, contra a Roma, o time foi derrotado por 3-2 com o zagueiro atuando por 83 minutos.[carece de fontes?] O zagueiro se despedia do time pelos próximos 6 meses, pois o clube de Turim o liberou para ser emprestado ainda em janeiro de 2019.

### Bologna (empréstimo)
Em 31 de janeiro de 2019, o Lyanco ingressou no Bologna por empréstimo até 30 de junho de 2019. Em sua primeira rodada, ainda na Serie A, o brasileiro esteve presente em 49 minutos na vitória do seu clube contra a Internazionale por 1-0. Nessa mesma partida, o jogador estreou de titular, mas teve de ser substituído após uma lesão muscular. Em 13 de maio de 2019, Lyanco anotou o terceiro gol do Bologna na goleada sobre Parma, por 4 a 1, pelo Campeonato Italiano. Este foi seu primeiro e único golo pela equipe italiana.
Ele retornou na rodada 26, quando o time perdeu para Udinese de 2-1. Na rodada 28, na vitória do Bologna contra seu "ex-clube" Torino, o zagueiro foi expulso aos 88 minutos após segundo cartão amarelo na partida. Antes de sua passagem acabar pelo clube de Bolonha, o jogador ainda fizera um gol contra o Parma na 36ª rodada. A partida terminou 4-1 para seu time. Após a partida, o jogador comentou:
| “ | Estou muito feliz em marcar o meu primeiro gol na Série A, mas a felicidade maior é poder ajudar o Bologna a manter essa boa fase. Foi uma vitória muito importante hoje e felizmente estou conseguindo ajudar a equipe a ter uma boa sequência nesses últimos jogos. | ” |

Ao final de sua passagem pelo time treinado por Siniša Mihajlović, o brasileiro fizera 13 partidas e 1 gol. Ele também contribuiu para que seu time ficasse na 10ª colocação do campeonato italiano.

### Torino (retorno)

#### 2019–20
Sua temporada 2019-20 foi repleta de altos e baixos. O jogador não jogou nenhum jogo das Qualificatórias para Liga Europa da UEFA de 2019–20, pois estava com problemas musculares. Seu time não conseguiu vaga à Fase de Grupos. Jogando o Campeonato Italiano de Futebol - Série A (2019–20), o jogador estreou na 4ª rodada, na derrota de 1-0 contra o Sampdoria.
Enquanto esteve em campo, o defensor garantiu apenas 3 vitórias para o Torino em suas 17 partidas de Liga: uma contra o Milan na 5ª rodada, contra o Brescia Calcio na 31ª rodada e a última contra o Genoa na 33ª partida.
Ao fim dessa dramática temporada, o Toro conseguiu fazer 40 pontos, escapando do rebaixamento com 5 pontos de vantagem do 18ª colocado (primeiro na zona de rebaixamento). Pela Coppa Italia de 2019–20, o jogador só fez uma partida. Ele atuou na eliminação do Torino para o Milan na prorrogação em 3-2.

#### 2020–21
Na temporada seguinte, o brasileiro continuou atuando pelo clube de Turim nas partidas iniciais do Campeonato Italiano de Futebol de 2020–21. Entretanto, viu sua titularidade ser perdida na fase final da competição após precisar sair por conta de Lumbago. Ele fez apenas 2 jogos desde que se recuperou da doença, mas as partidas foram derrotas, incluindo uma goleada do Milan por 7-0. O time de Lyanco conseguiu escapar do rebaixamento apenas uma posição acima do primeiro rebaixado. O clube fizera 37 pontos, 4 a mais que o time da posição abaixo.
Já na Copa da Italia daquela temporada, Lyanco fez seu primeiro gol pelo time italiano. Foi na partida contra o Lecce vencida pelo time de Turim na prorrogação. O zagueiro não atuou na partida seguinte, mas voltou na eliminação contra o Milan nas oitavas de final. A partida foi levada aos pênaltis, e o brasileiro converteu sua batida. Porém, o time Rossonero conseguiu superar o erro de Tomás Rincón e fechar as batidas em 5-4 após gol de Hakan Çalhanoğlu. O jogador saiu ao fim dessa temporada, ele foi especulado por outros clubes da Europa e do Brasil, antes de decidir rumar à Premier League. Sua venda rendeu valores ao Botafogo e ao São Paulo, seus clubes formadores, graças ao mecanismo de solidariedade da FIFA.

### Southampton

#### 2021–22
O jogador foi oficializado e anunciado em 25 de agosto de 2021 como novo reforço do Southampton em uma quantia paga no valor de €7,5 milhões, assinando um contrato de 4 anos. Ele demorou 9 jogos de Premier League para conseguir atuar pela primeira vez nos Saints. Sua estreia ocorreu no dia 30 de outubro de 2021, na vitória do clube de Southampton por 1-0. O brasileiro fez apenas 1 minuto de jogo. O defensor fez 7 jogos até se ausentar de partidas da Premier League de 2021–22 por ter contraído o Coronavírus e se ausentar pelas próximas 2 rodadas por cumprir Quarentena.
Ele foi diagnosticado com uma lesão na coxa (em jogo pela Copa da Inglaterra[carece de fontes?]) e teria de ficar de fora do time por 3 meses. Entretanto, com um mês de antecedência, o brasileiro pôde retornar para os Saints e ajudou na vitória do seu time diante o Arsenal atuando os 90 minutos. Entretanto, essa foi a sua última vitória pelo time. O clube não conseguiu mais vencer pelas próximas rodadas até o fim da Liga. O time, no entanto, ficou na 15ª colocação, com 5 pontos acima do time que ficou com mais pontos dentre os rebaixados. Ele fizera 18 jogos em sua primeira temporada de Premier League, sendo 12 de titular.
Pela Copa da Inglaterra, o brasileiro fez apenas um jogo. Foi na partida contra o Coventry City que os Saints venceram na prorrogação. O jogador, que se lesionou na coxa, não atuou mais na partida e seu time foi eliminado diante o Manchester City nas quartas de final.
Jogando a Copa da Liga Inglesa de 2021–22, Lyanco esteve presente em 2 partidas. Ambas terminaram em cobranças de pênaltis. Na primeira, contra o Sheffield United, o brasileiro viu seu time derrotar o adversário, mas o mesmo não aconteceu enfrentando o Chelsea, nas oitavas de final da competição.

#### 2022–23
Lyanco comentou com a TNT Sports (Brasil) sobre suas expectativas para temporada 2022-23:
| “ | Expectativa é grande, temos novos jogadores, o clube soube trabalhar nessa janela de transferência. Na pré-temporada tivemos jogos importantes, amistosos contra grandes clubes, vimos onde temos que melhorar e estamos trabalhando em cima disso. Já vamos começar tendo um grande desafio. Temos objetivos, iremos trabalhar para que possamos alcançar eles. Primeiro ano fiz bastante jogos, mais do que eu esperava, por ser um ano de adaptação. E nesta temporada, espero antes de tudo, que o time faça grandes jogos e que eu possa contribuir o máximo para isso. Não é fácil chegar em um campeonato como esse, em um nível como esse, e sou grato por ter conquistado e trabalhado para estar aqui. | ” |

Apesar das expectativas, o jogador passou por um período conturbado com o rendimento da equipe nessa Premier League de 2022–23. A começar que ele demorou até a 13ª rodada para conseguiu fazer 90 minutos, mas continuou amargando derrotas e empates com o elenco dos Saints que viria a ser rebaixado naquela temporada. De fato, em seus 21 jogos na Liga, o zagueiro conseguiu apenas 3 vitórias, o time, no entanto, conquistou 4 ao todo. Com apenas 25 pontos, o time foi o lanterna daquela edição de Premier League.
No entanto, ainda com a temporada ruim, o Sul-americano fizera seu primeiro gol com a camisa do time na 35ª rodada. O time perdeu a partida para o Nottingham Forest de 4-3. Ele também contribuiu com uma assistência no empate com o Liverpool em 4-4 na 38ª rodada. A partida marcou o adeus de Roberto Firmino e James Milner do elenco dos Reds.
Jogando a Copa da Inglaterra, o brasileiro atuou em todas as 3 partidas que o time esteve disputando. O time foi eliminado pelo Grimsby Town na 5ª Eliminatória, após eliminar o Crystal Palace e o Blackpool pelo placar de 2-1.
Na Copa da Liga Inglesa de 2022–23, o Southampton teve dias melhores. Lyanco, novamente, conseguiu disputar todas as partidas. A campanha foi positiva, o clube eliminou o Manchester City nas quartas de final com o zagueiro dando uma assistência na partida.
Todavia, nos dois jogos da semifinal, o time não conseguiu superar o Newcastle United e foram eliminados. Lyanco, assim que terminou a temporada europeia, passou férias em seu país de origem e recebeu propostas de clubes brasileiros. Sua permanência parecia incerta no time inglês. O jogador, que perdeu 13 partidas (até aquele momento, em 2 temporadas no clube) por lesão, também contava com 17 partidas não jogadas por aquela temporada. Entretanto, o time da Inglaterra queria 5 milhões de euros para negociar o jogador brasileiro.

#### 2023–24
Após não conseguir retornar ao futebol brasileiro, o jogador encaminhou a sua contratação para o Beşiktaş. No entanto, o clube do Campeonato Turco de Futebol mudou as cláusulas contratuais de última hora e o negócio não pôde ser fechado, pois o staff e o próprio jogador não ficaram satisfeitos com essa atitude. Com isso, o zagueiro permaneceu na equipe inglesa para o decorrer da temporada europeia.
O jogador estreou na temporada atuando pelos Saints contra o Gillingham pela Copa da Liga Inglesa daquela temporada. No entanto, o seu clube foi eliminado após serem derrotados por 3-1, Lyanco levou um cartão amarelo na partida.

### Al Gharafa (empréstimo)
No dia 29 de agosto de 2023, o zagueiro brasileiro de 26 anos saiu da Inglaterra para assinar com o Al Gharafa por empréstimo de uma temporada.
Na equipe, o brasileiro conseguiu contribuir com uma assistência já na sua segunda partida. Em setembro de 2023, o jogador deu um passe para gol na vitória de sua equipe diante o Al-Duhail (de Philippe Coutinho). Contudo, o jogador só fizera uma partida além dessa. Lyanco levou um cartão vermelho na partida seguinte a vitória do Al-Duhail, foi suspenso, mas lesionou-se antes mesmo de retornar aos gramados. Sua lesão foi grave e a previsão foi de que o brasileiro ficaria de fora até o final do ano.
Retornou em fevereiro de 2024, e marcou seu primeiro gol em março, diante o Muaither Sports Club na 17ª rodada do Campeonato Catari. E lá concluiu sua passagem fazendo 15 partidas e estufando a rede em duas oportunidades. O jogador não conquistou nenhum título, mas esteve perto de fazê-lo nas duas competições que disputara. No entanto, parou nas semifinais da Copa nacional e ficou com a terceira colocação na Liga.
O time árabe optou por não comprar o zagueiro brasileiro e logo ele retornou à Inglaterra, onde ainda tinha contrato por mais uma temporada.

### Atlético Mineiro
Em 5 de julho de 2024, o zagueiro foi anunciado pelo Atlético Mineiro com um contrato até o fim de 2028. O Galo adquiriu 50% dos direitos por 18 milhões de reais, em um primeiro momento. Caso o jogador cumpra metas, o clube mineiro poderá comprar outros 25% por mais 9 milhões de reais, totalizando a transação em 27 milhões de reais. Em 9 de julho de 2024, foi anunciado apresentado oficialmente. Lyanco fez sua estreia ao ser acionado pelo técnico Gabriel Milito já nos minutos finais da partida disputada na Arena MRV, em Belo Horizonte, onde o Atlético venceu Vasco da Gama, por 2 a 0, na tarde de 21 de julho de 2024, pela 18ª rodada da Série A do Campeonato Brasileiro.

## Seleção nacional

### Sérvia
Em 28 de janeiro de 2016, em seu Twitter, Lyanco confirmou que jogaria pela seleção de base da Sérvia num amistoso.

### Brasil
Em 2017, disputou o Sul-Americano Sub-20 pela Seleção Brasileira, que acabou com a decepcionante campanha que deixou o Brasil de fora do Mundial Sub-20. No dia 15 de maio de 2019, foi convocado para o Torneio de Toulon 2019 com a Seleção Olímpica.

## Vida Pessoal
O avô paterno de Lyanco, Jovan Vojnović nasceu na antiga Iugoslávia (atual Sérvia) e se mudou para o Brasil com apenas 7 anos de idade por causa da Segunda Guerra Mundial e sua família materna é de ascendência portuguesa, casado atualmente com a modelo brasileira Yasmin Volpato. É cunhado do também futebolista Maycon.

## Títulos
São Paulo
Categoria de base
- Copa Libertadores da América Sub-20: 2016

Atlético Mineiro
- Campeonato Mineiro: 2025

Seleção Brasileira
- Torneio Internacional de Toulon: 2019